# Vale da Pedra
Vale da Pedra es una freguesia portuguesa del concelho de Cartaxo, con 13,50 km² de superficie y 1.753 habitantes (2001). Su densidad de población es de 129,9 hab/km².

## Historia y geografía
Inicialmente Vale da Pedra, se denominaba "Foros do vale da pedra", llamándose posteriormente "Casais do vale da pedra". Fue con la ley 66/88 del 23 de mayo de 1988, cuando empezó a llamarse como se conoce hoy en día, perteneciendo al municipio de Pontével. 
Este pueblo limita con el municipio de Cartaxo y Azambuja. Está formada por las siguientes pedanías: Ponte do Reguengo, Setil, Gaio de Baixo, Gaio de Cima, y Cruz do Campo.

## Comércio e indústria
Diversos son los comercios que podemos encontrar en este pueblo, principalmente bares, restaurantes y pequeñas tiendas. En la industria destaca principalmente la fábrica "Campil", dedicada a productos alimentarios.
En el sector agrícola, destaca la producción de aceite, fruta y vino, además del cultivo de cereales, principalmente el arroz.